# کوستالتین دودچنکو
کوستالتین دودچنکو (اوکراینی: Костянтин Олександрович Дудченко؛ زادهٔ ۸ ژوئیهٔ ۱۹۸۶) بازیکن فوتبال اهل اوکراین است.
از باشگاه‌هایی که در آن بازی کرده‌است می‌توان به باشگاه فوتبال شینیک یاروسلاول، باشگاه فوتبال ایرتیش پاولودار، باشگاه فوتبال توبول، باشگاه فوتبال خیمکی، و باشگاه فوتبال دینامو کی‌یف اشاره کرد.